# Katajjaq

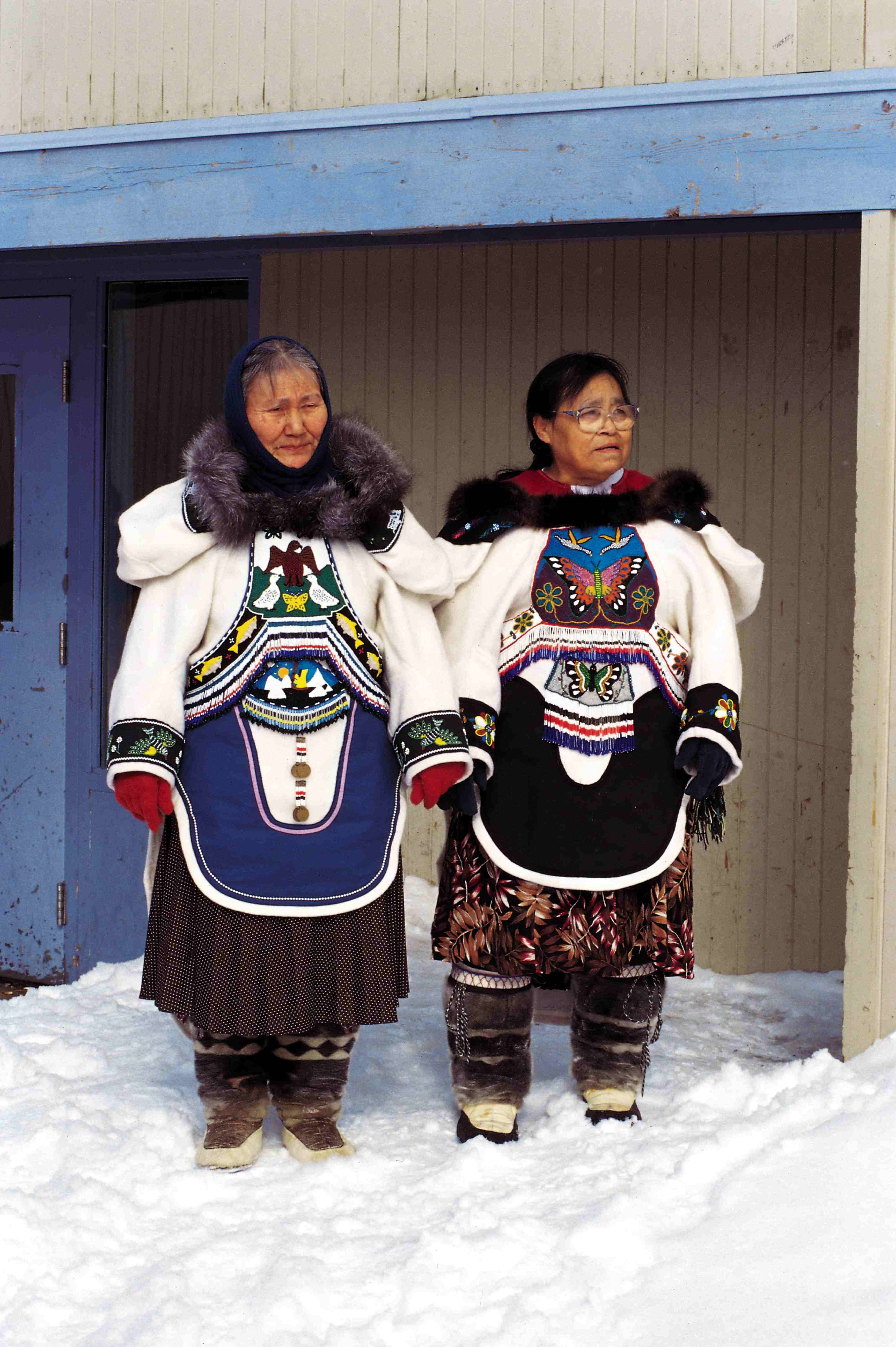
Praticantes do canto de garganta inuíte.

O katajjaq ou canto de garganta inuíte é uma prática típica da cultural dos povos inuítes. Caracteriza-se por ser um canto difónico e lúdico praticado geralmente por mulheres. Nesta prática musical imitam o vento, a água, os gritos dos animais e outros sons da vida quotidiana. É ainda um jogo executado por duas mulheres numa competição em que se enfrentam. Tem semelhanças com o rekuhkara dos Ainu no Japão.

## Terminologia
Os primeiros europeus que escutaram os Inuítes a praticar o katajjaq identificaram estes "ruídos" como cantos de garganta, cantos de respiração ofegante ou cantos guturais. Por sua vez, os etnomusicólogos Beverley Diamond e Nicole Beaudry têm preferido utilizar os termos «jogos vocais» ou «jogos de garganta» nas suas publicações, para assim fazer ênfase no aspeto lúdico e não no musical. De facto, os Inuítes não têm uma palavra equivalente a "música" e é a ótica cultural ocidental que tem gerado confusão quanto ao lugar real que ocupam os jogos de garganta dentro da cultura inuíte. Na realidade, a música inuit, tal como a entendemos, baseia-se essencialmente nas percussões. Quanto aos jogos de garganta, são praticados em dueto e comportam uma noção de competição com vencedores e perdedores.

### Declinações
Apesar de os Inuítes serem um grupo étnico em si, no norte do Canadá existem diferentes subgrupos etnolinguísticos, e portanto, várias formas de chamar estes cantos:
- Iirngaaq o Nipaquhiit– em algumas comunidades de Nunavut.[5]
- Piqqusiraarniq ou Pirkusirtuk – em Igloolik e na Ilha de Baffin.[5]
- Qiarvaaqtuq – em Arviat.[5]
- Katajjaq ou Katadjak – em Nunavik e no sul de Baffin.[5]

## História
O katajjaq transmitiu-se culturalmente das velhas gerações às mais novas sem deixar vestígios escritos que ajudem a determinar a origem exata desta tradição. No entanto, em princípios do século XIX, aquando da chegada dos europeus às zonas de caça de então dos Inuítes nómadas, a prática já fazia parte da tradição nativa. A documentação do katajjaq começa a realizar-se com as descrições feitas por navegantes como William Edward Parry em 1824. Em princípio o canto foi associado a uma prática religiosa, principalmente por missionários cristãos, que viam neles uma forma de xamanismo ou animismo.
No início do século XX e até à década de 1970, por influência da Igreja, a prática do katajjaq foi proibida. O fim da proibição deu lugar à criação de festivais, ao desenvolvimento de estudos antropológicos e ao surgimento de mitos que ajudaram a dar um novo auge a esta tradição.

## Tradição

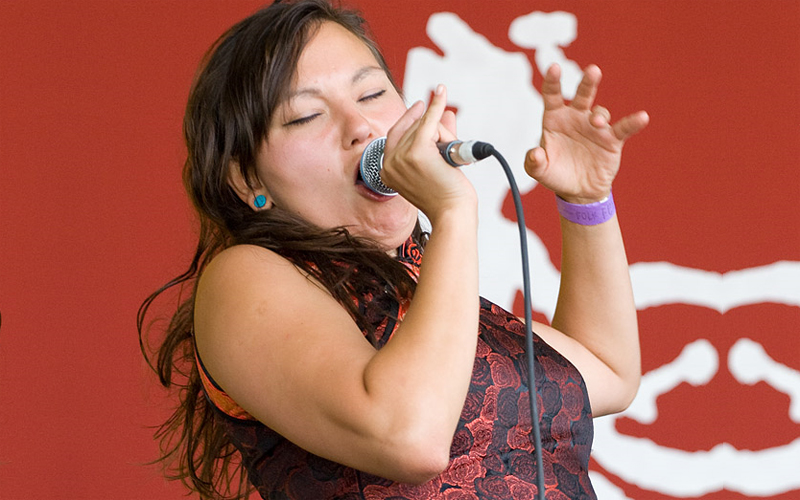
Tanya Tagaq Gillis no Festival de Música Folk de Edmonton em 2007.

O katajjaq é geralmente um jogo competitivo praticado por duas mulheres que se enfrentam e se sujeitam pelos ombros. O jogo termina quando uma das duas fica sem hálito ou começa-se a rir. Apesar de os cantos de garganta serem realmente uma atividade lúdica, as jogadoras são avaliadas segundo a qualidade dos sons produzidos e segundo a sua resistência. Por vezes aumenta-se o nível de dificuldade do jogo fazendo que as competidoras se acocorem enquanto executam o canto, com o fim de que as participantes percam mais rápido a respiração.
Na tradição Inuíte as mulheres praticam o canto de garganta ao longo da vida, mas os jovens varões têm que se unir rapidamente aos homens adultos nas atividades de caça. Em consequência, os varões que praticam o katajjaq não conseguem atingir a prestação nem a experiência que conseguem as mulheres.

## Reconhecimento
Em janeiro de 2014, o Ministro da Cultura e as Comunicações do Quebec, Maka Kotto, designou o canto de garganta da região de Nunavik, o katajjaniq, como o primeiro bem cultural que se distingue como património cultural e imaterial do Quebec.